# Bapchild
Bapchild är en ort och civil parish i grevskapet Kent i sydöstra England. Orten ligger i distriktet Swale och utgör en ostlig förort till Sittingbourne. Civil parishen hade 1 154 invånare vid folkräkningen år 2021.